# Alameda Dom Afonso Henriques

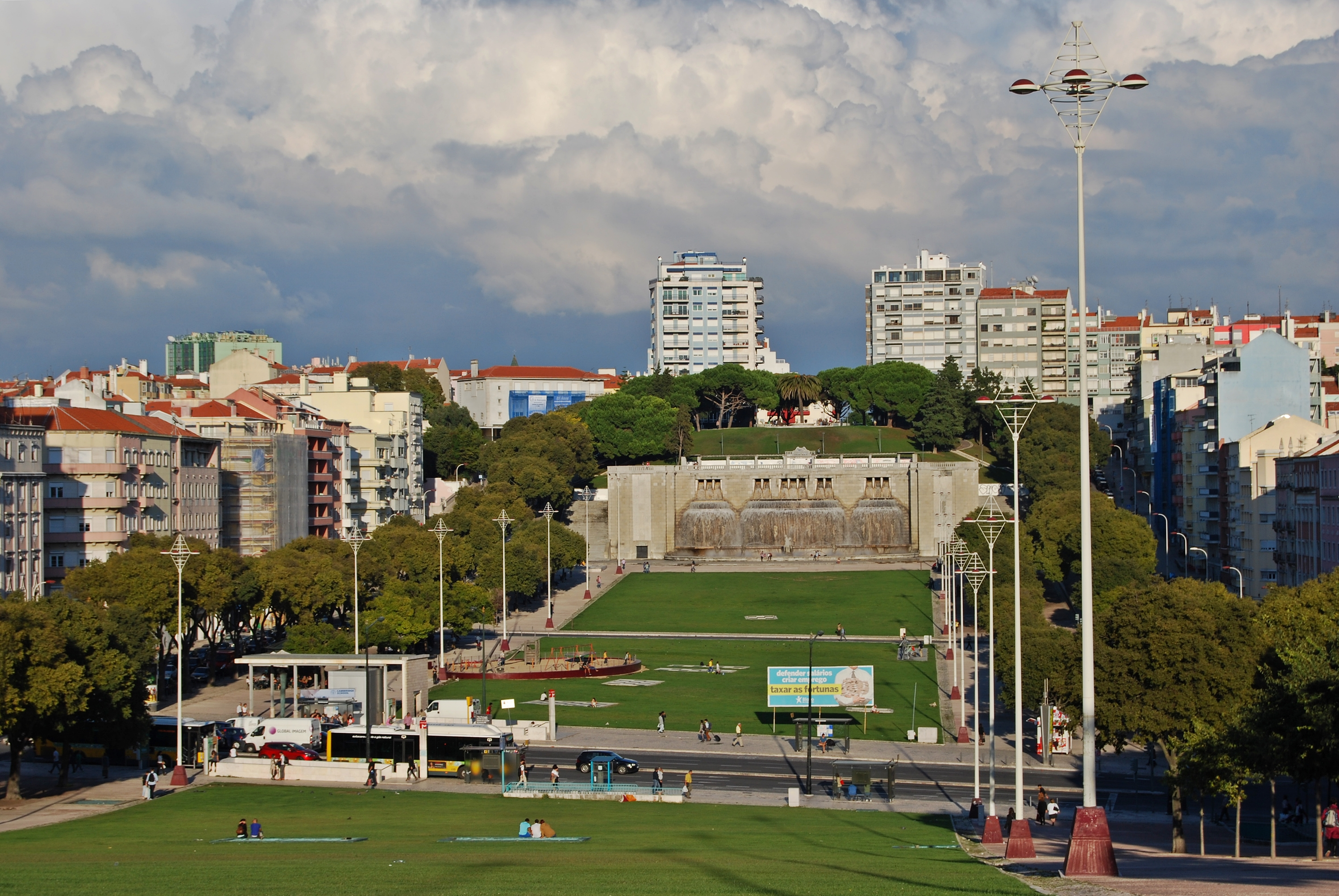
Alameda Dom Afonso Henriques (2014)

Die Alameda Dom Afonso Henriques ist ein urbaner Freiraum im Zentrum der portugiesischen Hauptstadt Lissabon. Sie öffnet sich westlich und östlich der Avenida Almirante Reis, die die Mittelachse der Anlage bildet.

## Geschichte
Die Alameda (auf Deutsch etwa Allee) liegt an der Grenze der Stadtgemeinden Arroios und Areeiro. Sie wurde zu Beginn der 1930er Jahre als Schaustelle des repressiven Estado Novo-Regimes angelegt und erhielt am 23. März 1932 den Namen des ersten portugiesischen Königs Alfons I. (1109(?)-1185; portugiesisch: Dom Afonso Henriques).

## Bebauung
Der Platz ist etwa 120 Meter lang und umfasst eine Fläche von etwa 3,5 Hektar.   An den beiden nach Osten und Westen ansteigenden Längsseiten des Platzes wurden mehrere Wohnblöcke errichtet. Den städtebaulichen Abschluss auf der westlichen Anhöhe bildet das von Duarte Pacheco errichtete Instituto Superior Técnico, auf der östlichen Anhöhe der Monumentalbrunnen Fonte Luminosa.
1952 wurde an der Südseite der Alameda das Monumentalkino Cinema Império errichtet. Es dient heute als Kirche.

## Verkehr
Die Alameda Dom Afonso Henriques ist verkehrstechnisch durch den U-Bahnhof Alameda erschlossen, an dem sich die beiden U-Bahn-Linien Verde und Vermelha kreuzen. Sie ist zudem Umsteigeplatz zu den Bussen der Carris-Verkehrsbetriebe.
Koordinaten: 38° 44′ 13,9″ N, 9° 8′ 5″ W